# قشلاق خان غلدي دعواكيشي (مقاطعة بيله سوار)
قشلاق خان غلدي دعواکیشي (بالفارسية: قشلاق خان گلدی دعواکیشی) هي منطقة سكنية تقع في إيران في أردبيل. يقدر عدد سكانها بـ 49 نسمة .